# Dobra Voda (Benkovac)
Pour les articles homonymes, voir Dobra Voda.
Dobra Voda est un village de la municipalité de Benkovac (Comitat de Zadar) en Croatie. Au recensement de 2011, la ville comptait 113 habitants.